# Tazlău (Neamț)
Pour les articles homonymes, voir Tazlău.
Tazlău est une commune roumaine du județ de Neamț, dans la région historique de Moldavie et dans la région de développement du Nord-Est.

## Géographie
La commune de Tazlău est située dans le sud du județ, à la limite avec le județ de Bacău, dans la vallée de la rivière Tazlău, sous-affluent du Siret par la Trotuș, dans les monts Goșman, à 35 km au sud-est de Piatra Neamț, le chef-lieu du județ.
La municipalité est composée du seul village de Tazlău (population en 1992) :
- Tazlău (3 163).

## Politique
| Période                                  | Période  | Identité            | Étiquette | Qualité |
| ---------------------------------------- | -------- | ------------------- | --------- | ------- |
| Les données manquantes sont à compléter. |          |                     |           |         |
| 2004                                     | En cours | Constantin Machidon | PNL       |         |

| Parti | Parti                        | Sièges |
| ----- | ---------------------------- | ------ |
|       | Parti social-démocrate (PSD) | 6      |
|       | Parti national libéral (PNL) | 3      |
|       | M10                          | 2      |

## Religions
En 2002, la composition religieuse de la commune était la suivante :
- Chrétiens orthodoxes, 99,20 % ;
- Catholiques romains, 0,56 %.

## Démographie
En 2002, la commune comptait 3 009 Roumains (99,86 %). On comptait à cette date 1 250 ménages et 1 222 logements.
| 1992  | 2002  | 2007  |
| ----- | ----- | ----- |
| 3 163 | 3 013 | 2 996 |

## Économie
L'économie de la commune repose sur l'agriculture, l'élevage et l'exploitation des forêts (scieires notamment). La commune dispose de 351 ha de terres arables, de 1 244 ha de prairies et pâturages et de 15 486 ha de forêts.

## Communications

### Routes
Tazlău est située sur la route régionale DJ156A qui unit Roznov et Moinești dans le județ de Bacău.

## Lieux et monuments
- Tazlău, monastère de l'Immaculée Conception (Nașterii Maicii Domnului) fondé en 1496-1497 par le prince Étienne le Grand (Ștefan cel Mare)[6].